# Sarah Farro
Sara E. Farro (nascuda el 1859 a Illinois) fou una escriptora afroamericana estatunidenca. Els seus pares s'havien mudat a Chicago des del sud dels Estats Units. Va tenir dues germanes més petites i la seva cursa en el cens de 1880 s'afirma que la seva raça és "negra".
La seva novel·la, True Love: A Story of English Domestic Life fou publicada el 1891 a Chicago per l'editorial Donohue & Henneberry. Va ser un dels 58 llibres d'Illinois exposats al la fira mundial World's Columbian Exhibition de 1893. Cap a finals de la seva vida, el 1937, fou considerada com una de les pioneres afroamericanes en una celebració de Chicago. No se'n coneix cap més novel·la.
Els historiadors de la literatura només han reconegut tres escriptors afroamericans més que hagin escrit novel·les al segle xix. Sarah Farro va viure al nord del país durant la final de l'esclavitud, va precedir la Gran Migració i va publicar una novel·la sobre l'Amèrica victoriana.